# Collège de Sainte-Anne-de-la-Pocatière
Pour les articles homonymes, voir CSA.
Le Collège de Sainte-Anne-de-la-Pocatière (CSA) est un établissement privé d'enseignement secondaire fondé en 1827 à La Pocatière. 
Créé pour donner le cours classique traditionnel de huit ans (réduit à sept dans les années 1960), le collège se départit en 1969 de la partie collégiale pour se concentrer sur le secondaire.
Le Collège de Sainte-Anne-de-la-Pocatière accueille des élèves internationaux. En 2024, la proportion de ces élèves était de un sur dix.

## Historique
- 1827-07-02 : Pose de la pierre angulaire
- 1829-10-01 : Ouverture des classes
- 1838-02-09 : Décès du fondateur du Collège, l'abbé Charles-François Painchaud
- 1840 : Naissance du cours commercial
- 1859-10 : Inauguration de l'École d'agriculture
- 1863-01-26 : Affiliation à l'Université Laval
- 1873 : Réforme du cours commercial
- 1885 : Port du suisse (capot d'écolier) jusqu'en 1955
- 1890-06-23 : L'Association des anciens élèves voit le jour
- 1894 : L'eau arrive au Collège, une véritable révolution
- 1910 : Construction de la nouvelle École d'agriculture
- 1915 : L'ampoule électrique fait son entrée au Collège. La vie ne serait plus jamais la même
- 1918 : La grippe espagnole fait 13 décès parmi les élèves
- 1920-12-15 : Incendie au Collège. La reconstruction sera terminée au printemps de 1923
- 1927-06-20 : Fêtes du centenaire, 1 500 anciens élèves y participent
- 1933 : Fin du cours théologique
- 1933 : Création de l'Œuvre St-Charles (fonds de bourses d'études)
- 1947 : Fin du cours commercial
- 1956 : Rénovation de la Chapelle du Collège
- 1962 : Vente de l'École d'agriculture et des terres au Gouvernement du Québec
- 1964 : Admission des premières filles, en Belles-lettres spéciales
- 1967 : Départ des Petites Sœurs de la Sainte-Famille; 452 religieuses y ont travaillé de 1905 à 1967
- 1968 : Vente du domaine forestier
- 1969 : Remise du niveau collégial au nouveau CÉGEP
- 1970 : Création de la Fondation Bouchard
- 1974 : Vente du lac Bourgelas et de l'aqueduc à la ville de La Pocatière
- 1974 : Ouverture du Musée François-Pilote
- 1977-10-11 : Début de construction du gymnase
- 1991 : Ouverture officielle du Centre régional d'archives
- 1994 : Vente au Cégep de La Pocatière des locaux qu'il louait depuis 1978
- 1995 : Fondation de l'École de musique par la professeure de musique, Marie-France Barbeau
- 1995 : Arrivée de l'Internet au Collège
- 1998 : Création du Programme Leader
- 1999 : 1 200 cyclistes du Grand Tour s'arrêtent au Collège le temps d'un souper, d'un coucher et d'un déjeuner
- 2000 : Le football, très populaire dans les années 1960-1970, revient en force
- 2002 : 175e anniversaire de l'institution
- 2002 : L'Amicale des anciens élèves crée le Fonds d'étude Charles-François-Painchaud
- 2004 : L'uniforme est maintenant de mise
- 2005 : L'enseignement du latin devient chose du passé en juin 2005
- 2006 : Une page d'histoire se tourne avec le départ du dernier prêtre à l'enseignement
- 2008 : Le Collège fait la une de L'Actualité pour son impact sur la réussite de ses élèves
- 2009 : Une première femme devient directrice générale du Collège en avril 2009
- 2010-09-28 : Le Collège remporte un premier prix provincial pour l'implantation de la géothermie
- 2010-10-01 : Lancement officiel d'une campagne de financement de 3 millions de dollars sur 5 ans
- 2011-06-22 : Fermeture définitive du pensionnat. Des familles d'accueil prennent la relève
- 2011 : À l'été 2011, des travaux majeurs au bâtiment sont rendus possibles grâce à la campagne de financement
- 2016 : Nouveau programme multilangue permettant aux élèves d’apprendre des langues étrangères
- 2019 : 190e anniversaire de fondation du Collège de Sainte-Anne-de-la-Pocatière

## Anciens élèves
- Arthur Buies
- Henri-Edmond Casgrain
- Charles-Antoine-Ernest Gagnon
- François Hertel
- Charles Huot
- Benoît Lacroix
- David Ouellet
- Charles-Alphonse-Pantaléon Pelletier